# Typ 96 (tank)
Typ 96 je čínský hlavní bojový tank druhé generace. Byl vyvinut na základě tanku Typ 88 a do služby v armádě ČLR vstoupil roku 1997.

## Vývoj
Vývoj čínských tanků lze rozdělit do tří vývojových stupňů (první generace: Typ 59, vyvinutý na základě sovětského T-54; druhá generace: Typ 80/88 a Typ 96; třetí generaci zastupuje Typ 99).
Právě druhá generace je citelně ovlivněna vývojem sovětského MBT T-72. Tanky řady Typ 80/88 měly zastávat podobnou úlohu a disponovat podobnými kvalitami jako jejich sovětský protějšek, jenže časem se ukázalo, že modernizační potenciál těchto tanků je již vyčerpán a nastala potřeba vyvinout de facto nový tank. Sice obsahuje mnoho prvků z tanku Typ 85-IIM, ale již se jedná o nový stroj, se svým pravzorem Typ 59 má společné jen minimum konstrukčních prvků. Mimo jiné se jednalo o první čínský tank disponující dělem ráže 125 mm a taktéž o první čínský tank svými parametry srovnatelný se světovou třídou.
Do služby Typ 96 vstoupil v roce 1997, od té doby se vyrobilo cca 2,500 obrněnců tohoto typu.

## Design
Hlavní výzbroj představuje dělo ZPT-98 s hladkým vývrtem hlavně. Sekundární výzbroj tvoří těžký kulomet QJC-88 ráže 12,7 mm a koaxiální kulomet o kalibru 7,62 mm.
Vozidlo by mělo být chráněno pancířem o síle nejméně 1000 mm RHAe. Jistou ochranu před zjištěním protivníkem poskytuje osádce i nízký profil tanku a 12 kouřových granátů.
Typ 96 je poháněn motorem o výkonu 596,6 kW ve verzi Typ 96A (max. rychlost: 65 km/h), novější verze Typ 96B již disponuje motorem o výkonu 895 kW (max. rychlost: 74 km/h). Dojezd činí v obou verzích 400 km, případně 600 km s použitím externích palivových nádrží.

## Uživatelé
- Čína
- Tanzanie - v prosinci 2021 se na tanzanské vojenské přehlídce představil tank VT2, tedy exportní verze tanku Typ 96A[2]